# Норт-Рівер (Північна Дакота)
Норт-Рівер (англ. North River) — місто (англ. city) в США, в окрузі Кесс штату Північна Дакота. Населення — 55 осіб (2020).

## Географія
Норт-Рівер розташований за координатами 46°57′0″ пн. ш. 96°48′5″ зх. д. / 46.95000° пн. ш. 96.80139° зх. д. (46.950096, -96.801410).  За даними Бюро перепису населення США в 2010 році місто мало площу 0,17 км², з яких 0,15 км² — суходіл та 0,03 км² — водойми. В 2017 році площа становила 0,16 км², з яких 0,15 км² — суходіл та 0,01 км² — водойми.

## Демографія
Згідно з переписом 2010 року, у місті мешкало 56 осіб у 23 домогосподарствах у складі 21 родини. Густота населення становила 324 особи/км².  Було 24 помешкання (139/км²).
Расовий склад населення:
| - 100,0 % — білих |

До двох чи більше рас належало 0,0 %. Частка іспаномовних становила 0,0 % від усіх жителів.
За віковим діапазоном населення розподілялося таким чином: 17,9 % — особи молодші 18 років, 75,0 % — особи у віці 18—64 років, 7,1 % — особи у віці 65 років та старші. Медіана віку мешканця становила 47,5 року. На 100 осіб жіночої статі у місті припадало 115,4 чоловіків;  на 100 жінок у віці від 18 років та старших — 109,1 чоловіків також старших 18 років.
Середній дохід на одне домашнє господарство  становив 103 939 доларів США (медіана — 114 375), а середній дохід на одну сім'ю — 111 595 доларів (медіана — 123 125). 
Цивільне працевлаштоване населення становило 43 особи. Основні галузі зайнятості: освіта, охорона здоров'я та соціальна допомога — 30,2 %, транспорт — 14,0 %, інформація — 11,6 %, роздрібна торгівля — 9,3 %.